# Дружба (Правдинський район)
Дру́жба (рос. Дружба), до 1947 року — Алленбург (нім. Allenburg) — селище в Правдинському районі Калінінградської області Російської Федерації. Входить до складу Правдинського міського поселення.
Селище розташоване на річці Лина.

## Історія
1256 року військо під проводом комтура Кенігсбергу Бургарда фон Горнгаузена захопило прусську фортецю на горі Цикельберг (Козина гора) на західному березі річки Лини. Близько 1257 року Тевтонський орден перебудував фортецю, перегородив струмок греблею і збудував водяний млин. У 1260 році під час прусського повстання фортецю було здобуто і зруйновано повсталими надровами. Після його придушення, на східному березі річки Лини, близько 1272 року, було зведене нове валове укріплення, що отримало назву Алленбург.
У середині XIV століття Алленбург являв собою невеликий кам'яний замок з поселенням. У 1400 році Великий магістр Конрад фон Юнгінген дарував Алленбургу кульмське право і герб.

### XV століття

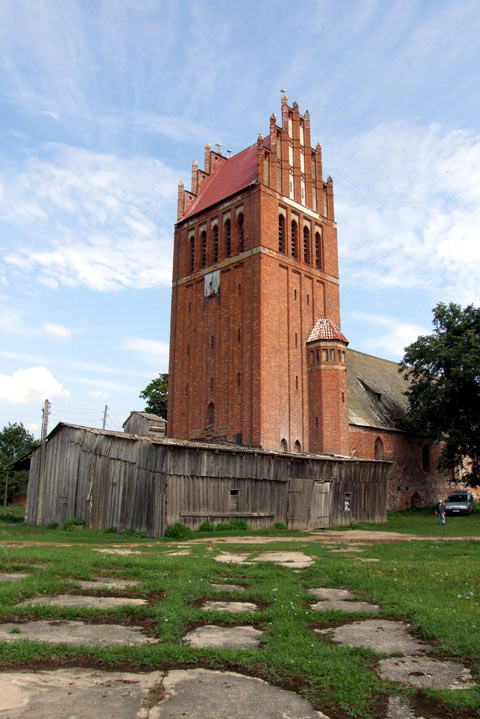
Кірха в Дружбі.

У 1405–1406 роках в Алленбурзі була побудована кірха, а 1409 року при кірсі відкрилася школа. У 1410 році місто постраждало від сильної пожежі.
Під час Тринадцятирічної війни у 1455 році місто було захоплене і спалене польським військом. Після закінчення війни Алленбург був переданий у володіння графу Конітцу як плата за військову підтримку Тевтонського ордену. У 1491 році син графа Ганс, за згодою великого магістра Йоганна фон Тіфена, обміняв Алленбург, що тоді пустував, на володіння Веднікен у Земланді. Після цього замок був розібраний і більше не відновлювався. Місце, де він знаходився, пізніше називалося Юнкергоф.

### XVI століття
У 1527 році Алленбург отримав право на утримання ринків. У 1540 році місто стало володінням Ганса фон Поленца, брата земландського єпископа Георга фон Поленца.

### XVII століття
У 1663 році статус міста Алленбурга був підтверджений спеціальною грамотою курфюрста Фрідріха Вільгельма. 1683 року дружиною камергера Альбрехта Фрідріха фон Раушке Ганною Геленою в Алленбурзі був відкритий притулок для вдів і сиріт.

### XVIII століття
Епідемія чуми 1709–1710 років знищила майже всіх жителів Алленбургу, у місті залишилося 11 жителів.
У ході Семирічної війни місто двічі захоплювалось російськими військами: вперше — армією під командуванням Степана Апраксіна 5 вересня 1757 року і залишений після відступу Апраксіна до Тільзиту; вдруге — військами під командуванням Вілліма Фермора і залишався під російським управлінням у 1758–1762 роках.
У 1776 році було завершено будівництво Мазурського каналу, що впадав у річку Лину в районі Алленбурга. У 1782 році в місті проживало 1379 осіб.
У 1797 році Алленбург був зайнятий французькою армією. У 1767 і 1775 рр. місто пережило дві великі пожежі.

### ХІХ століття
Після адміністративної реформи 1818 року місто увійшло до складу району Велау Кенігсберзького округу. У 1875 році в Алленбурзі мешкало 2090 осіб, у 1885 році — 2103 людини. Тут існували відділення Імперського банку і Ремісничий суд, сирітський притулок, парова сірникова фабрика, кілька цегельних заводів і борошномельних млинів.

### ХХ століття

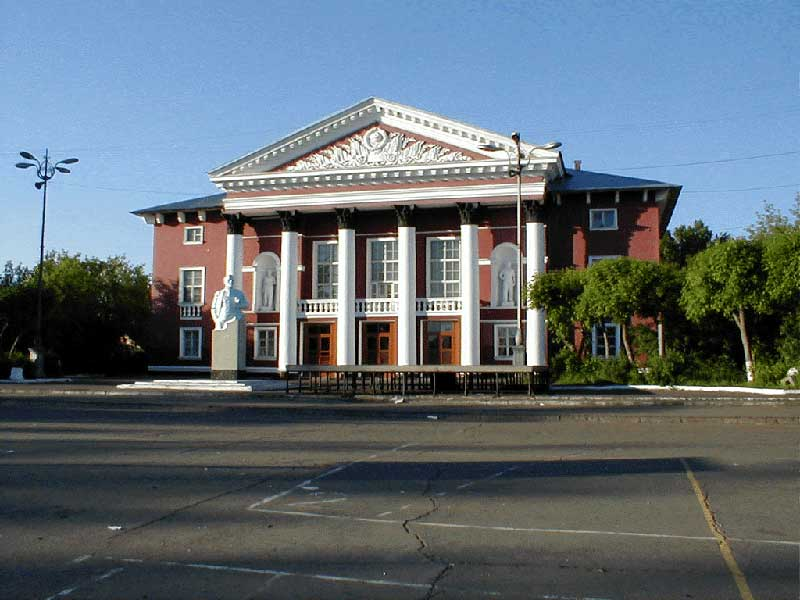
Палац культури в Дружбі.

1913 року був побудований молочний завод, у 1914 році населення міста становило 1713 осіб.
Під час Першої світової війни, 27 серпня 1914 року, місто Алленбург було захоплене частинами 106-го Уфімського піхотного полку 27-ї піхотної дивізії 1-ї російської армії, проте 9 вересня того ж року, у ході контрнаступу німецької армії, який розпочався 7 вересня, російські війська змушені були відступити. Місто було сильно зруйноване вогнем артилерії.
У 1922 році в місті відкрилася електростанція. В 1925 році в місті проживало 1822 людини, в 1933 році — 2082 людини, в 1939 році — 2694 людини.
25 січня 1945 року підрозділи 144-ї стрілецької дивізії форсували річку Лину й підійшли до міста з півночі. наступного дня частини 97-ї і 277-ї стрілецьких дивізій 65-го стрілецького корпусу 5-ї армії 3-го Білоруського фронту потужним артилерійським вогнем придушили німецьку оборону й у другій половині дня повністю зайняли Алленбург. В ході бойових дій місту було завдано значної шкоди. В місті залишилось 756 жителів і 40 придатних для житла будинків.
17 червня 1947 року Алленбург був перейменований в селище Дружба Правдинського району Калінінградської області, втративши при цьому статус міста. Останні німецькі мешканці були депортовані до Німеччини в 1948 році.